# Kwas enolopirogronowy
Kwas enolopirogronowy – tautomer kwasu pirogronowego, niezbyt trwały związek chemiczny, zaliczany do kwasów karboksylowych, ze względu na swą budowę będący też enolem. Zwykle przechodzi w swoją trwalszą formę tautomeryczną – kwas pirogronowy.